# Sphenophryne cornuta
Sphenophryne cornuta es una especie de anfibio anuro de la familia Microhylidae. Es endémica de Nueva Guinea: Nueva Guinea Occidental (Indonesia) y Papúa Nueva Guinea. Su rango altitudinal oscila entre los 0 y 2600 m s. n. m., aunque por lo general solo se encuentra por debajo de los 1500 metros de altitud. Habita en el suelo y sotobosque de selvas tropicales, aunque también se puede encontrar en jardines. Se reproduce por desarrollo directo y los machos cargan las pequeñas ranas a sus espaldas.